# Lepidostoma baxea
Lepidostoma baxea är en nattsländeart som beskrevs av Donald G. Denning 1958. Lepidostoma baxea ingår i släktet Lepidostoma och familjen kantrörsnattsländor. Inga underarter finns listade i Catalogue of Life.